# John Scott (Politiker, 1785)

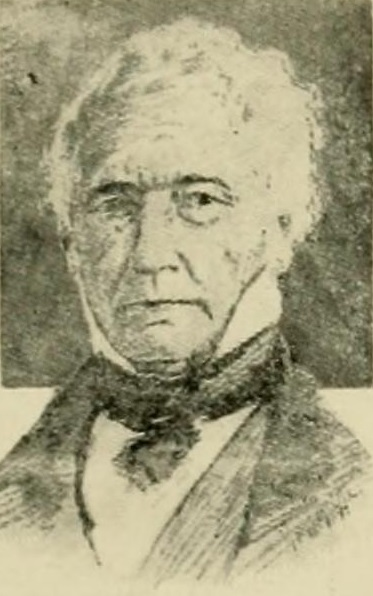
John Scott

John Scott (* 18. Mai 1785 im Hanover County, Virginia; † 1. Oktober 1861 in Sainte Genevieve, Missouri) war ein US-amerikanischer Politiker. Zwischen 1816 und 1827 vertrat er zunächst als Delegierter das Missouri-Territorium und ab 1821 als Abgeordneter den Bundesstaat Missouri im US-Repräsentantenhaus.

## Werdegang
Im Jahr 1802 kam John Scott mit seinen Eltern in das Indiana-Territorium. Danach studierte er bis 1805 am Princeton College. Nach einem Jurastudium und seiner 1806 erfolgten Zulassung als Rechtsanwalt begann er in Sainte Genevieve im späteren Bundesstaat Missouri in diesem Beruf zu arbeiten. Zwischen dem 6. August 1816 und dem 13. Januar 1817 war Scott Delegierter des Missouri-Territoriums im Kongress in Washington. Nach einem Wahleinspruch wurde das Mandat für vakant erklärt. Nachdem Scott dann erneut zum Kongressdelegierten gewählt worden war, konnte er das Mandat zwischen dem 4. August 1817 und dem 3. März 1821 ausüben.
Nach dem Beitritt Missouris zur Union wurde Scott als Kandidat der Demokratisch-Republikanischen Partei im ersten und damals einzigen Wahlbezirk des neuen Staates in das US-Repräsentantenhaus in Washington gewählt, wo er am 10. August 1821 sein neues Amt antrat. Nach zwei Wiederwahlen konnte er bis zum 3. März 1827 im Kongress verbleiben. Innerhalb seiner Partei schloss er sich der Bewegung um Präsident John Quincy Adams an, die in Opposition zur Fraktion um dessen Nachfolger Andrew Jackson stand. Von 1825 bis 1827 war er Vorsitzender des Ausschusses zur Verwaltung der staatlichen Liegenschaften.
Bei den Kongresswahlen des Jahres 1826 verlor John Scott gegen Edward Bates. Nach seinem Ausscheiden aus dem US-Repräsentantenhaus zog er sich aus der Politik zurück. In den folgenden Jahren praktizierte er wieder als Anwalt. Er starb am 1. Oktober 1861 in Sainte Genevieve.
Nach ihm ist Scott County in Missouri benannt.